# Mandy Haberman
Mandy Nicola Haberman (ur. 1956) – angielska inżynier, przedsiębiorca, wynalazczyni. Docent na Bournemouth University i doctor honoris causa tej uczelni.

## Wynalazki
Jej córka urodziła się w 1980 z Zespołem Sticklera, który spowodował rozszczep wargi i podniebienia. By pomóc córce, która miała problemy ze ssaniem wynalazła Haberman Feeder – butelkę do karmienia niemowląt symulującą karmienie piersią. Ta specjalna butelka pozwoliła jej zabrać dziecko ze szpitala. Zaczęła sprzedaż wysyłkową tej butelki do szpitali i rodziców prowadząc firmę z kuchni.
Jej drugim wynalazkiem jest Kubek niekapek (Anywayup Cup) – kubek dla dzieci z zaworem jednokierunkowym zabezpieczającym przed wylewaniem się zawartości niezależnie od położenia. Za ten wynalazek otrzymała nagrodę British Female Inventor w 2000. Początkowo próbowała zainteresować wynalazkiem duże firmy ale 20 z nich odmówiło. Dlatego zdecydowała się na samodzielną sprzedaż. Po pokazach udało jej się zainteresować dwie duże sieci supermarketów i sprzedać 500.000 sztuk. Produkt jest obecnie sprzedawany w milionach sztuk rocznie.